# 第五届全国人民代表大会各专门委员会
第五届全国人民代表大会各专门委员会是中华人民共和国第五届全国人民代表大会设立的专门委员会，任期由1979年7月至1983年6月。
1978年3月5日第五届全国人民代表大会第一次会议通过的《中华人民共和国宪法》第二十七条规定：“全国人民代表大会和全国人民代表大会常务委员会可以根据需要设立若干专门委员会。”第五届全国人民代表大会设立4个专门委员会：民族委员会、法案委员会、预算委员会、代表资格审查委员会。
1978年2月25日第五届全国人民代表大会第一次会议预备会议通过代表资格审查委员会主任委员、副主任委员、委员名单。
1979年6月17日第五届全国人民代表大会第二次会议预备会议通过了增补的代表资格审查委员会主任委员、副主任委员、委员名单，还通过了预算委员会、法案委员会主任委员、副主任委员、委员名单。
1979年7月1日第五届全国人民代表大会第二次会议通过民族委员会主任委员、副主任委员、委员名单。
1980年8月29日第五届全国人民代表大会第三次会议预备会议通过和增补部分专门委员会主任委员、副主任委员。
1981年11月29日第五届全国人民代表大会第四次会议预备会议通过和增补部分专门委员会主任委员、副主任委员。
1982年11月25日第五届全国人民代表大会第五次会议预备会议增选民族委员会副主任委员。

## 民族委员会
1979年7月1日通过：
- 主任委员：阿沛·阿旺晋美（藏）
- 副主任委员：张冲（彝）、白寿彝（回）、李贵（汉）、杰尔格勒（蒙古）、杜易（壮）、阿木冬·尼牙孜（维吾尔）、吴运昌（苗）、赵南起（朝鲜）、伊尔哈里（哈萨克）
- 委员（按姓氏笔划为序）：马克苏米（女，保安）、马烈孙（回）、王岩刚（崩龙）、王美恭（女，回）、王越丰（黎）、牙合甫·大毛拉（维吾尔）、文合图（锡伯）、方国瑜（纳西）、孔瑞荣（独龙）、巴岱（蒙古）、巴桑（女，藏）、艾尼·司的克夫（塔塔尔）、田富达（高山）、兰爱花（女，畲）、司拉山（景颇）、召存信（傣）、达吉（珞巴）、乔生春（土）、许明月（女，朝鲜）、克尤木·买提尼牙孜（维吾尔）、苏呷沙且（彝）、杜玉琴（女，达斡尔）、杜路博（女，傈僳）、李和才（哈尼）、李娜体（女，拉祜）、杨靖洲（布依）、吴通明（苗）、何国柱（满）、何淑云（女，赫哲）、库尔班江（塔吉克）、闵成龙（东乡）、张杰（回）、陆琼英（女，水）、阿依吐拉（女，维吾尔）、孜娜西（女，哈萨克）、陈批鲁（哈尼）、拉布吉（裕固）、果基木古（彝）、岩养（布朗）、罗周文（京）、金宝生（瑶）、周理荣（女，羌）、郑建宣（壮）、官保加（蒙古）、孟庆海（鄂伦春）、降央伯姆（女，藏）、胡二千（普米）、哈斯托雅（女，鄂温克）、保洪忠（佤）、秦学英（女，怒）、夏茸尕布（藏）、爱新觉罗·溥杰（满）、措姆（女，门巴）、黄天佑（壮）、黄绍臣（苗）、黄菊香（女，黎）、曹自芹（女，阿昌）、盘代乾（瑶）、盘佐杰（壮）、清格尔泰（蒙古）、梁顺模（仡佬）、塔衣尔·买买提力（柯尔克孜）、彭昌松（土家）、彭官恕（土家）、韩乙卜拉（撒拉）、覃永吉（仫佬）、覃绍英（女，侗）、瑞板（傣）、谭凤仙（毛难）、潘训英（女，白）、穆娜瓦尔汗·依不拉音（女，乌孜别克）[4]。

1981年11月29日增补：
- 副主任委员：平错汪阶（藏族）
- 委员：阿米（蒙古族）、金学文（景颇族）[6]

1982年11月25日增选：
- 副主任委员：吴向必（苗族）[7]

## 法案委员会
1979年6月17日通过：
- 主任委员：彭真
- 副主任委员：胡乔木、谭政、王首道、史良（女）、安子文、杨秀峰、高克林、武新宇、陶希晋、沙千里
- 委员（按姓氏笔划为序）：王芸生、王昆仑、王建安、石林、白寿彝、吕叔湘、庄希泉、刘斐、关建（女）、严信民、杨东莼、吴冷西、沈鸿、张稼夫、陈此生、陈逸松、茅以升、季方、赵鹏飞、荣毅仁、胡愈之、高文礼、康永和、董其武、傅钟[8]

1980年8月29日增补：
- 副主任委员：顾明[5]

1981年11月29日通过：
- 主任委员：习仲勋[9]

## 预算委员会
1979年6月17日通过：
- 主任委员：薄一波
- 副主任委员：胡子昂、许涤新
- 委员（按姓氏笔划为序）：于光远、于克、王世泰、王宽诚、王崇伦、巴桑（女）、邓典桃、伍觉天、华罗庚、刘田夫、刘念智、严仁英（女）、杜聿明、巫方安（女）、李庭桂、李瑞山、吴贻芳（女）、沈兹九（女）、张震、张震寰、陈此生、陈烈民、陈福汉、范权、罗秋月（女）、金贞淑（女）、周北峰、周叔弢、蚁美厚、袁美莲（女）、黄志刚、曹菊如、梁成业、韩哲一、裔式娟（女）、蔡子民、裴昌会、熊应栋[10]

1980年8月29日通过：
- 主任委员：谭震林[5]

## 代表资格审查委员会
1978年2月25日通过：
- 主任委员：纪登奎
- 副主任委员：胡耀邦、李强、梁必业、朱蕴山
- 委员（按姓氏笔划排列）：于明涛、马纯古、王芸生、天宝、任仲夷、庄希泉、孙国治、孙起孟、严佑民、杜心源、李贵、杨静仁、武新宇、茅以升、林丽韫（女）、季方、周占鳌、郑天翔、奎璧、钱信忠、铁木尔·达瓦买提、郭凤莲（女）、康克清（女）、梁吉泉、蒋南翔、楚图南[2]

1979年6月17日通过：
- 主任委员：胡耀邦
- 副主任委员：宋任穷、朱蕴山、康克清（女）、杨静仁、梁必业、李强
- 委员（按姓氏笔划为序）：于明涛、王芸生、天宝、任仲夷、庄希泉、孙国治、孙起孟、严佑民、杜心源、李贵、武新宇、茅以升、林丽韫（女）、季方、周占鳌、郑天翔、奎璧、钱信忠、铁木尔·达瓦买提、郭凤莲（女）、康永和、梁吉泉、蒋南翔、楚图南[11]

1980年8月29日通过：
- 主任委员：宋任穷[5]

1981年11月29日增补：
- 副主任委员：朱学范[12]